# أربعة أيام من دونكيرك 2022
أربعة أيام من دونكيرك 2022 (بالفرنسية: Quatre Jours de Dunkerque 2022)‏ هو سباق دراجات هوائية، وهو الموسم السادس والستين من أربعة أيام من دونكيرك، وأقيم خلال الفترة من 3 مايو 2022، وحتى 8 مايو 2022 ضمن سباقات سلسلة سباقات الاتحاد الدولي للدراجات للمحترفين 2022.
فاز بالمركز الأول فيليب جيلبير، وبالمركز الثاني أوليفر ناسن، وبالمركز الثالث جيك ستيوارت، وفاز Jason Tesson ‏ في ترتيب النقاط، وكان الفائز حسب النقاط للشباب جيك ستيوارت، وكان الفائز في تصنيف الجبال أليكس كولمان ‏، وفاز لوتو سودال في ترتيب الفرق.

## الفرق
| فرق عالمية (6)- Lotto-Soudal - AG2R Citroën Team - Cofidis - Groupama-FDJ - Intermarché-Wanty-Gobert Matériaux - Team DSM فرق برو (8)- Alpecin-Fenix - بي آند بي هوتيلز 2022 ‏ - بنجوال باوليز ساوكس دبليو بي 2022 ‏ - برجس بي إتش 2022 ‏ - Human Powered Health - سبورت فلاندرين بالويس 2022 ‏ - Arkéa-Samsic - TotalEnergies فرق قارية (4)- Van Rysel–Roubaix ‏ - Nice Métropole Côte d'Azur ‏ - سانت ميشيل-أوبير 93 2022 ‏ - CIC U Nantes Atlantique ‏ |  |
| |  |

## المراحل
| قائمة المراحل | قائمة المراحل | قائمة المراحل               | قائمة المراحل | قائمة المراحل | قائمة المراحل     | قائمة المراحل     |
| المرحلة       | التاريخ       | الدورة                      |               | المسافة (كم)  | الفائز بالمرحلة   | القائد العام      |
| ------------- | ------------- | --------------------------- | ------------- | ------------- | ----------------- | ----------------- |
| مرحلة 1       | 3 مايو        | دونكيرك – Aniche ‏           | مرحلة مستوية  | 161٫1         | Arvid de Kleijn ‏  | Arvid de Kleijn ‏  |
| مرحلة 2       | 4 مايو        | بيثون – موبيج               | مرحلة مستوية  | 181٫5         | Jason Tesson ‏     | Jason Tesson ‏     |
| مرحلة 3       | 5 مايو        | بيرون (سوم) – مونت سان إلوي | مرحلة جبلية   | 170           | فيليب جيلبير      | Arvid de Kleijn ‏  |
| مرحلة 4       | 6 مايو        | مازينجارب – أير سور لا ليز  | مرحلة جبلية   | 174٫8         | Lionel Taminiaux ‏ | افالداس سيسكفهيوس |
| مرحلة 5       | 7 مايو        | روبيه – كاسيل               | مرحلة جبلية   | 183٫7         | جياني فرميش       | فيليب جيلبير      |
| مرحلة 6       | 8 مايو        | أردريس – دونكيرك            | مرحلة مستوية  | 182٫9         | Gerben Thijssen ‏  | فيليب جيلبير      |

## النتيجة

### مرحلة 1
هي مرحلة بسيطة، أقيمت في 3 مايو 2022، وامتدّت لمسافة 161.1 كيلومتر. فاز بالمرحلة Arvid de Kleijn ‏، وكان متصدر الترتيب العام في نهاية المرحلة Arvid de Kleijn ‏، وكان المتصدر حسب ترتيب النقاط Arvid de Kleijn ‏، وكان المتصدر في ترتيب التسلق Milan Fretin ‏، وتصدر ترتيب النقاط للشباب Jason Tesson ‏، ومتصدر ترتيب الفرق إف دي جي 2022.
| التصنيف العام         | التصنيف العام          | التصنيف العام | التصنيف العام                 | التصنيف العام |
| العداء                | العداء                 | البلد         | الفريق                        | الوقت         |
| --------------------- | ---------------------- | ------------- | ----------------------------- | ------------- |
| 1                     | Arvid de Kleijn ‏       | هولندا        | Human Powered Health          | 3 س 31 د 04 ث |
| 2                     | Jason Tesson ‏          | فرنسا         | إتش بي بي تي بي – أوبير 93 ‏   | + 4 ث         |
| 3                     | Nils Eekhoff ‏          | هولندا        | Team DSM                      | + 6 ث         |
| 4                     | Cyril Barthe ‏          | فرنسا         | فيتال كونسبت ‏                 | + 6 ث         |
| 5                     | Milan Fretin ‏          | بلجيكا        | سبورت فلاندرين بالويس ‏        | + 6 ث         |
| 6                     | افالداس سيسكفهيوس      | ليتوانيا      | Van Rysel–Roubaix ‏            | + 6 ث         |
| 7                     | كليمنت روسو            | فرنسا         | اركيا سامسيك                  | + 7 ث         |
| 8                     | Stanisław Aniołkowski ‏ | بولندا        | بنجوال باوليز ساوكس دبليو بي ‏ | + 8 ث         |
| 9                     | Axel Zingle ‏           | فرنسا         | Cofidis                       | + 9 ث         |
| 10                    | بيير باربييه (دراج)    | فرنسا         | فيتال كونسبت ‏                 | + 10 ث        |
| مصدر: ProCyclingStats |                        |               |                               |               |

### مرحلة 2
هي مرحلة بسيطة، أقيمت في 4 مايو 2022، وامتدّت لمسافة 181.5 كيلومتر. فاز بالمرحلة Jason Tesson ‏، وكان متصدر الترتيب العام في نهاية المرحلة Jason Tesson ‏، وكان المتصدر حسب ترتيب النقاط Jason Tesson ‏، وكان المتصدر في ترتيب التسلق أليكس كولمان ‏، وتصدر ترتيب النقاط للشباب Jason Tesson ‏، ومتصدر ترتيب الفرق إف دي جي 2022.
| التصنيف العام         | التصنيف العام     | التصنيف العام | التصنيف العام                      | التصنيف العام |
| العداء                | العداء            | البلد         | الفريق                             | الوقت         |
| --------------------- | ----------------- | ------------- | ---------------------------------- | ------------- |
| 1                     | Jason Tesson ‏     | فرنسا         | إتش بي بي تي بي – أوبير 93 ‏        | 7 س 35 د 20 ث |
| 2                     | Arvid de Kleijn ‏  | هولندا        | Human Powered Health               | + 9 ث         |
| 3                     | Gerben Thijssen ‏  | بلجيكا        | Intermarché-Wanty-Gobert Matériaux | + 13 ث        |
| 4                     | افالداس سيسكفهيوس | ليتوانيا      | Van Rysel–Roubaix ‏                 | + 13 ث        |
| 5                     | Nils Eekhoff ‏     | هولندا        | Team DSM                           | + 15 ث        |
| مصدر: ProCyclingStats |                   |               |                                    |               |

### مرحلة 3
هي مرحلة جبلية، أقيمت في 5 مايو 2022، وامتدّت لمسافة 170 كيلومتر. فاز بالمرحلة فيليب جيلبير، وكان متصدر الترتيب العام في نهاية المرحلة Arvid de Kleijn ‏، وكان المتصدر حسب ترتيب النقاط Jason Tesson ‏، وكان المتصدر في ترتيب التسلق أليكس كولمان ‏، وتصدر ترتيب النقاط للشباب Gerben Thijssen ‏، ومتصدر ترتيب الفرق 2022 أركيا سامسيك.
| التصنيف العام         | التصنيف العام     | التصنيف العام | التصنيف العام                      | التصنيف العام  |
| العداء                | العداء            | البلد         | الفريق                             | الوقت          |
| --------------------- | ----------------- | ------------- | ---------------------------------- | -------------- |
| 1                     | Arvid de Kleijn ‏  | هولندا        | Human Powered Health               | 11 س 57 د 43 ث |
| 2                     | فيليب جيلبير      | بلجيكا        | لوتو سودال                         | + 0 ث          |
| 3                     | صموئيل لورو ‏      | فرنسا         | Van Rysel–Roubaix ‏                 | + 1 ث          |
| 4                     | Gerben Thijssen ‏  | بلجيكا        | Intermarché-Wanty-Gobert Matériaux | + 4 ث          |
| 5                     | افالداس سيسكفهيوس | ليتوانيا      | Van Rysel–Roubaix ‏                 | + 4 ث          |
| مصدر: ProCyclingStats |                   |               |                                    |                |

### مرحلة 4
هي مرحلة جبلية، أقيمت في 6 مايو 2022، وامتدّت لمسافة 174.8 كيلومتر. فاز بالمرحلة Lionel Taminiaux ‏، وكان متصدر الترتيب العام في نهاية المرحلة افالداس سيسكفهيوس، وكان المتصدر حسب ترتيب النقاط Jason Tesson ‏، وكان المتصدر في ترتيب التسلق أليكس كولمان ‏، وتصدر ترتيب النقاط للشباب Gerben Thijssen ‏، ومتصدر ترتيب الفرق 2022 أركيا سامسيك.
| التصنيف العام         | التصنيف العام     | التصنيف العام | التصنيف العام                      | التصنيف العام  |
| العداء                | العداء            | البلد         | الفريق                             | الوقت          |
| --------------------- | ----------------- | ------------- | ---------------------------------- | -------------- |
| 1                     | افالداس سيسكفهيوس | ليتوانيا      | Van Rysel–Roubaix ‏                 | 15 س 59 د 36 ث |
| 2                     | Gerben Thijssen ‏  | بلجيكا        | Intermarché-Wanty-Gobert Matériaux | + 1 ث          |
| 3                     | Arvid de Kleijn ‏  | هولندا        | Human Powered Health               | + 1 ث          |
| 4                     | Lionel Taminiaux ‏ | بلجيكا        | Alpecin-Fenix                      | + 1 ث          |
| 5                     | فيليب جيلبير      | بلجيكا        | لوتو سودال                         | + 1 ث          |
| مصدر: ProCyclingStats |                   |               |                                    |                |

### مرحلة 5
هي مرحلة جبلية، أقيمت في 7 مايو 2022، وامتدّت لمسافة 183.7 كيلومتر. فاز بالمرحلة جياني فرميش، وكان متصدر الترتيب العام في نهاية المرحلة فيليب جيلبير، وكان المتصدر حسب ترتيب النقاط Jason Tesson ‏، وكان المتصدر في ترتيب التسلق أليكس كولمان ‏، وتصدر ترتيب النقاط للشباب جيك ستيوارت، ومتصدر ترتيب الفرق لوتو-سودال 2022.
| التصنيف العام         | التصنيف العام     | التصنيف العام   | التصنيف العام                      | التصنيف العام  |
| العداء                | العداء            | البلد           | الفريق                             | الوقت          |
| --------------------- | ----------------- | --------------- | ---------------------------------- | -------------- |
| 1                     | فيليب جيلبير      | بلجيكا          | لوتو سودال                         | 20 س 39 د 33 ث |
| 2                     | أوليفر ناسن       | بلجيكا          | AG2R Citroën Team                  | + 4 ث          |
| 3                     | جيك ستيوارت       | المملكة المتحدة | Groupama-FDJ                       | + 5 ث          |
| 4                     | بنجامين توماس     | فرنسا           | Cofidis                            | + 10 ث         |
| 5                     | بابتيست بلانكايرت | بلجيكا          | Intermarché-Wanty-Gobert Matériaux | + 10 ث         |
| مصدر: ProCyclingStats |                   |                 |                                    |                |

### مرحلة 6
هي مرحلة بسيطة، أقيمت في 8 مايو 2022، وامتدّت لمسافة 182.9 كيلومتر. فاز بالمرحلة Gerben Thijssen ‏، وكان متصدر الترتيب العام في نهاية المرحلة فيليب جيلبير.

## التصنيف العام النهائي
| التصنيف العام         | التصنيف العام     | التصنيف العام   | التصنيف العام                      | التصنيف العام  |
| العداء                | العداء            | البلد           | الفريق                             | الوقت          |
| --------------------- | ----------------- | --------------- | ---------------------------------- | -------------- |
| 1                     | فيليب جيلبير      | بلجيكا          | لوتو سودال                         | 25 س 00 د 26 ث |
| 2                     | أوليفر ناسن       | بلجيكا          | AG2R Citroën Team                  | + 4 ث          |
| 3                     | جيك ستيوارت       | المملكة المتحدة | Groupama-FDJ                       | + 5 ث          |
| 4                     | بنجامين توماس     | فرنسا           | Cofidis                            | + 10 ث         |
| 5                     | بابتيست بلانكايرت | بلجيكا          | Intermarché-Wanty-Gobert Matériaux | + 10 ث         |
| 6                     | هوغو هوفستيتر     | فرنسا           | اركيا سامسيك                       | + 12 ث         |
| 7                     | لورينزو مانزين    | فرنسا           | TotalEnergies                      | + 13 ث         |
| 8                     | جوليان سيمون      | فرنسا           | TotalEnergies                      | + 14 ث         |
| 9                     | Romain Cardis ‏    | فرنسا           | إتش بي بي تي بي – أوبير 93 ‏        | + 16 ث         |
| 10                    | دامين توزي        | فرنسا           | AG2R Citroën Team                  | + 18 ث         |
| مصدر: ProCyclingStats |                   |                 |                                    |                |

### تصنيف النقاط
| تصنيف النقاط          | تصنيف النقاط           | تصنيف النقاط | تصنيف النقاط                       | تصنيف النقاط |
| العداء                | العداء                 | البلد        | الفريق                             | النقاط       |
| --------------------- | ---------------------- | ------------ | ---------------------------------- | ------------ |
| 1                     | Jason Tesson ‏          | فرنسا        | إتش بي بي تي بي – أوبير 93 ‏        | 43 نقطة      |
| 2                     | Gerben Thijssen ‏       | بلجيكا       | Intermarché-Wanty-Gobert Matériaux | 36 نقطة      |
| 3                     | Arvid de Kleijn ‏       | هولندا       | Human Powered Health               | 28 نقطة      |
| 4                     | Lionel Taminiaux ‏      | بلجيكا       | Alpecin-Fenix                      | 25 نقطة      |
| 5                     | هوغو هوفستيتر          | فرنسا        | اركيا سامسيك                       | 24 نقطة      |
| 6                     | فيليب جيلبير           | بلجيكا       | لوتو سودال                         | 22 نقطة      |
| 7                     | لورينزو مانزين         | فرنسا        | TotalEnergies                      | 21 نقطة      |
| 8                     | بيير باربييه (دراج)    | فرنسا        | فيتال كونسبت ‏                      | 20 نقطة      |
| 9                     | Stanisław Aniołkowski ‏ | بولندا       | بنجوال باوليز ساوكس دبليو بي ‏      | 20 نقطة      |
| 10                    | كليمنت روسو            | فرنسا        | اركيا سامسيك                       | 13 نقطة      |
| مصدر: ProCyclingStats |                        |              |                                    |              |

### تصنيف الجبال
| تصنيف الجبال          | تصنيف الجبال      | تصنيف الجبال | تصنيف الجبال                  | تصنيف الجبال |
| العداء                | العداء            | البلد        | الفريق                        | النقاط       |
| --------------------- | ----------------- | ------------ | ----------------------------- | ------------ |
| 1                     | أليكس كولمان ‏     | بلجيكا       | سبورت فلاندرين بالويس ‏        | 40 نقطة      |
| 2                     | Michael Gogl ‏     | النمسا       | Alpecin-Fenix                 | 17 نقطة      |
| 3                     | Louis Blouwe ‏     | بلجيكا       | بنجوال باوليز ساوكس دبليو بي ‏ | 11 نقطة      |
| 4                     | صموئيل لورو ‏      | فرنسا        | Van Rysel–Roubaix ‏            | 10 نقطة      |
| 5                     | ماثيو لاداجنوس    | فرنسا        | Groupama-FDJ                  | 9 نقطة       |
| 6                     | Milan Fretin ‏     | بلجيكا       | سبورت فلاندرين بالويس ‏        | 8 نقطة       |
| 7                     | افالداس سيسكفهيوس | ليتوانيا     | Van Rysel–Roubaix ‏            | 6 نقطة       |
| 8                     | Cyril Barthe ‏     | فرنسا        | فيتال كونسبت ‏                 | 5 نقطة       |
| 9                     | روبرت ستانارد     | أستراليا     | Alpecin-Fenix                 | 4 نقطة       |
| 10                    | غيليس دي وايلد ‏   | بلجيكا       | سبورت فلاندرين بالويس ‏        | 4 نقطة       |
| مصدر: ProCyclingStats |                   |              |                               |              |

## تصنيف الفرق

### الفرق حسب الوقت
| تصنيف الفرق حسب الوقت | تصنيف الفرق حسب الوقت     | تصنيف الفرق حسب الوقت | تصنيف الفرق حسب الوقت |
| الفريق                | الفريق                    | البلد                 | الوقت                 |
| --------------------- | ------------------------- | --------------------- | --------------------- |
| 1                     | لوتو سودال                | بلجيكا                | 75 س 02 د 34 ث        |
| 2                     | بي آند بي هوتيلز 2022 ‏    | فرنسا                 | + 16 ث                |
| 3                     | سانت ميشيل-أوبير 93 2022 ‏ | فرنسا                 | + 28 ث                |
| 4                     | Cofidis                   | فرنسا                 | + 46 ث                |
| 5                     | Groupama-FDJ              | فرنسا                 | + 51 ث                |
| مصدر: ProCyclingStats |                           |                       |                       |

## تصانيف فرعية

### تصنيف أفضل شاب
| تصنيف أفضل شاب        | تصنيف أفضل شاب           | تصنيف أفضل شاب  | تصنيف أفضل شاب                     | تصنيف أفضل شاب |
| العداء                | العداء                   | البلد           | الفريق                             | الوقت          |
| --------------------- | ------------------------ | --------------- | ---------------------------------- | -------------- |
| 1                     | جيك ستيوارت              | المملكة المتحدة | Groupama-FDJ                       | 25 س 00 د 31 ث |
| 2                     | Andreas Kron ‏            | الدنمارك        | لوتو سودال                         | + 13 ث         |
| 3                     | هوغو بيج ‏                | فرنسا           | Intermarché-Wanty-Gobert Matériaux | + 17 ث         |
| 4                     | Joris Delbove ‏           | فرنسا           | إتش بي بي تي بي – أوبير 93 ‏        | + 54 ث         |
| 5                     | Ward Vanhoof ‏            | بلجيكا          | سبورت فلاندرين بالويس ‏             | + 1 د 12 ث     |
| 6                     | Samuel Watson (cyclist) ‏ | المملكة المتحدة | Groupama–FDJ Continental Team ‏     | + 1 د 12 ث     |
| 7                     | Hugo Toumire ‏            | فرنسا           | Cofidis                            | + 1 د 32 ث     |
| 8                     | Paul Lapeira ‏            | فرنسا           | AG2R Citroën Team                  | + 1 د 38 ث     |
| 9                     | Laurence Pithie ‏         | نيوزيلندا       | Groupama–FDJ Continental Team ‏     | + 1 د 39 ث     |
| 10                    | Ruben Apers ‏             | بلجيكا          | سبورت فلاندرين بالويس ‏             | + 1 د 52 ث     |
| مصدر: ProCyclingStats |                          |                 |                                    |                |

## وصلات خارجية
- الموقع الرسمي
- لمحة عن سباق أربعة أيام من دونكيرك 2022 على موقع  ProCyclingStats   (برو  سايكلنج  ستاتس) - إحصاءات  محترفي  الدراجات.
- أربعة أيام من دونكيرك 2022 على موقع إحصائيات الدراجات الإحترافية (الإنجليزية)